# Hoya plicata
Hoya plicata ist eine Pflanzenart der Gattung der Wachsblumen (Hoya) aus der Unterfamilie der Seidenpflanzengewächse (Asclepiadoideae).

## Merkmale

### Vegetative Merkmale
Hoya plicata ist eine epiphytische, kletternde Pflanze. An den Knoten und auch etwas unterhalb der Knoten sind Haftwurzeln ausgebildet. Die Triebe sind biegsam und messen 3 bis 5 mm im Durchmesser. Die Internodien sind 5 bis 20 cm lang. Die fleischigen, glatten Blattspreiten sind geringfügig konvex gewölbt und dick. Sie sind lanzettlich (elliptisch) mit einer spitzen Basis und einem zugespitzten Apex. Sie sind (5)8 bis 15(20) cm lang und (2)3,5 bis 5 cm lang. Sie sind hellgrün mit fiederförmiger Blattnervatur. Die Mittelrippe ist an der Unterseite der Blattspreite nahe der Blattbasis deutlich, ansonsten geringfügig eingetieft. Die sekundäre Blattnervatur ist oft sichtbar. An der Basis sitzen ein oder zwei dreieckige, ca. 0,5 mm lange (Saft-)Drüsen. Der Blattstiel ist auf der Oberseite rinnig ausgebildet, (5)10–20 cm lang, und hat ca. 3 mm Durchmesser.

### Generative Merkmale
Die flachen oder nur wenig gewölbten, doldenförmigen Blütenstände bestehen aus bis zu 30 Blüten. Die Blütenstandstiele sind nach unten gebogen (positiv geotrop), 5 bis 10 cm lang, und haben einen Durchmesser von 2 bis 3 mm. Der ausdauernde Teil des Blütenstandstiels ist bis zu 2 cm lang. Die Blütenstiele sind ein bis 3,5 cm lang, die Länge nimmt vom Zentrum zur Peripherie der Dolde zu; die äußeren Blütenstiele sind nach innen gebogen. Der Durchmesser der Blütenstiele beträgt etwa 1 mm. Die fünfzähligen, zygomorphen Blüten sind zwittrig und haben eine doppelte Blütenhülle. Die pinkfarbene Blütenkrone mit eingerollten Rändern hat einen Durchmesser von 7 bis 8 mm (bzw. 10 bis 13 mm wenn die Kronblätter flach ausgebreitet sind). Die Kronblätter sind etwa zur Hälfte verwachsen (Sympetalie). Die dreieckigen Kronblattzipfel mit spitzem Apex sind nach außen gebogen. Sie messen 4 bis 5 mm in der Länge und 3 bis 4,5 mm in der Breite. Sie sind auf der Innenseite, etwa bis zum Radius der Nebenkrone flaumig behaart, der Apex ist kahl. Die pinkfarbene oder auch gelbe staminale Nebenkrone hat einen Durchmesser von 5 bis 6(7) mm und ist 2 bis 3,7 mm hoch. Die Zipfel der Nebenkrone sind eiförmig und auf der Oberseite abgeflacht. Sie sind 3 bis 4 mm lang und 1,3 bis 2 mm breit. Der innere Fortsatz steht aufrecht und erreicht die Höhe der Staubgefäße. Der äußere Fortsatz läuft in zwei Lappen (bilobat) aus. Die länglichen Pollinia stehen aufrecht sind 370 bis 550 μm lang und 160 bis 210 μm breit. Die Caudiculae sind breit spatelförmig und breit geflügelt. Das Retinaculum ist länglich, es misst 170 bis 220 μm in der Länge und 90 bis 130 μm in Breite.

## Geographische Verbreitung und Habitat
Hoya plicata kommt nur auf der Malaiischen Halbinsel vor. Sie wächst dort in der unteren Zone der tropischen Bergwälder zwischen 500 und 1400 m über Meereshöhe.

## Taxonomie
Das Taxon wurde 1908 von George King und James Sykes Gamble erstmals beschrieben. Das Typmaterial stammt von Perak, Maxwell’s Hill aus 3000 ft. (rd. 1000 m über Meereshöhe) und wurde von Benedetto Scortechini gesammelt. Rodda et al. (2013) bestimmten das Exemplar Scortechini 323 im Herbarium in Herbarium, Library, Art & Archives, Kew Royal Botanic Gardens (Richmond, Surrey, TW9 3AB) zum Lectotypus.

## Belege